# Люпе, Жюстин
Жюсти́н Люпе́-Шомп (англ. Justine Lupe-Schomp; род. 31 мая 1989, Денвер) — американская актриса

, кинорежиссёр

, сценарист и кинопродюсер.

## Ранние годы
Жюстин Люпе-Шомп родилась 31 мая 1989 года в Денвере, штат Колорадо, США, в семье художника и бывшего менеджера по инсталляциям Денверского художественного музея Джона Люпе и социального работника и терапевта Кэтрин Шомп. Её дед по материнской линии, Рэйф Шомп (ум. в 1988 году), был автодилером и создателем одной из крупнейших сетей автосалонов в Колорадо «Schomp Automotive Group». Её бабушка по материнской линии, Кэтрин «Кей» Шомп, была основательницей Денверской школы искусств, в которой есть театр, названный в её честь, и видной фигурой в Денверском совете по образованию в 1970—1980-е годы. Люпе окончила театральную программу Денверской школы искусств в 2007 году и Джульярдскую школу в 2011 году.

## Карьера
В 2010 году Люпе дебютировала как театральная актриса в постановках Театрального фестиваля Уильямстауна «Западная страна» и «Дом дома». В 2011 году она впервые появилась на телевидении в эпизоде телесериала «Помнить всё».
В последующие годы Люпе появилась в таких фильмах и телесериалах как «Не исчезай» (2012), «Самая везучая девушка» (2012), «Милая Фрэнсис» (2013), «Кристела» (2014—2015), «Сон в летнюю ночь» (2017), «Мистер Мерседес» (2017—2019) и «Удивительная миссис Мейзел» (2017—2023). С 2018 по 2023 год она играла роль Уиллы Феррейра в телесериале «Наследники», принёсшем ей известность, а также номинации и победы на различных телевизионных премиях.

## Личная жизнь
С 18 февраля 2025 года Люпе замужем за актёром Тайсоном Мейсоном. У супругов есть дочь — Эллис Мейсон (род. в августе 2024).

## Фильмография

### Актёрские работы
| Год       |     | Русское название             | Оригинальное название      | Роль                               |
| --------- | --- | ---------------------------- | -------------------------- | ---------------------------------- |
| 2011      | с   | Помнить всё                  | Unforgettable              | Эшли Филлипс                       |
| 2012      | ф   | Милая Фрэнсис                | Frances Ha                 | Несса                              |
| 2012      | ф   | Не исчезай                   | Not Fade Away              | Кэндес                             |
| 2012      | ф   | Бывшие девушки               | Ex-Girlfriends             | Лиза                               |
| 2012      | с   | Саутленд                     | Southland                  | Кэти                               |
| 2012      | с   | Закон Хэрри                  | Harry's Law                | Фиби Блейк                         |
| 2012      | с   | Дорогой доктор               | Royal Pains                | Кэмерон Крисси                     |
| 2013      | тф  | Супер Клайд                  | Super Clyde                | Фейт                               |
| 2013      | с   | Бесстыжие                    | Shameless                  | Блейк Коллинз                      |
| 2014      | кор | Три формы бессонницы         | Three Forms of Insomnia    | Моника                             |
| 2014      | кор | Тихая ночь                   | Silent Night               |                                    |
| 2014      | тф  | Мёртвый босс                 | Dead Boss                  | Лора Стивенс                       |
| 2014      | с   | Бездельник                   | Deadbeat                   | Элис                               |
| 2014—2015 | с   | Кристела                     | Cristela                   | Мэдди Калпеппер                    |
| 2015      | с   | Хорошая жена                 | The Good Wife              | Мэгги Россам                       |
| 2016      | кор | Жёсткий пакет                | Hard Pack                  | Кара                               |
| 2016      | с   | Юная                         | Younger                    | Джейд Уинслоу                      |
| 2016      | с   | Безмозглые                   | BrainDead                  | Марджи                             |
| 2016—2018 | с   | Мадам госсекретарь           | Madam Secretary            | капитан Ронни Бейкер               |
| 2017      | ф   | Сон в летнюю ночь            | A Midsummer Night's Dream  | Флейта                             |
| 2017      | кор | Приближаясь к прорыву        | Approaching a Breakthrough |                                    |
| 2017      | с   | Булл                         | Bull                       | Джинни Бреттон                     |
| 2017      | с   | Снегопад                     | Snowfall                   | Виктория                           |
| 2017—2019 | с   | Мистер Мерседес              | Mr. Mercedes               | Холли Гибни                        |
| 2017—2023 | с   | Удивительная миссис Мейзел   | The Marvelous Mrs. Maisel  | Астрид Вайсман                     |
| 2018      | с   | Одиноки вместе               | Alone Together             | Шарлотта                           |
| 2018      | с   | Подлый Пит                   | Sneaky Pete                | Ханна                              |
| 2018—2023 | с   | Наследники                   | Succession                 | Уилла Феррейра / Рой               |
| 2019      | ф   | Бруклинские истории любви    | Brooklyn Love Stories      |                                    |
| 2019      | кор | К югу от Бикс                | South of Bix               | Молли                              |
| 2019      | кор | Я потеряла прах своей матери | I Lost My Mother's Ashes   | Джозефин                           |
| 2020      | с   | Несущественное               | The Non-Essentials         | Джесси                             |
| 2021      | мс  | Робоцып                      | Robot Chicken              | стюардесса / мать сильванского ежа |
| 2021—2022 | с   | Домоводство                  | Home Economics             | Эмили                              |
| 2022      | ф   | Самая везучая девушка        | Luckiest Girl Alive        | Нелл Разерфорд                     |
| 2022      | с   | Метод                        | The Method                 | Сабрина                            |
| 2023      | кор | Иди за бабушкой              | Go for Grandma             | Блейк                              |
| 2024      | с   | Предсказание                 | The Big Door Prize         |                                    |
| 2024      | с   | Никто этого не хочет         | Nobody Wants This          | Морган                             |

### Прочее
| Год  | Название       | Оригинальное название | Режиссёр | Сценарист | Продюсер |
| ---- | -------------- | --------------------- | -------- | --------- | -------- |
| 2019 | К югу от Бикса | South of Bix          | Да       | Да        | Да       |
| 2020 | Несущественное | The Non-Essentials    | Да       | Да        | Да       |
| 2021 | Блокфлейта     | The Recorder          | Да       | Нет       | Да       |

## Театр
| Год  | Название          | Оригинальное название | Роль           | Место проведения                   |
| ---- | ----------------- | --------------------- | -------------- | ---------------------------------- |
| 2010 | Западная страна   | Western Country       | Оксана         | Театральный фестиваль Уильямстауна |
| 2010 | Дом дома          | House of Home         | Молли Кэмпбелл | Театральный фестиваль Уильямстауна |
| 2015 | Новая искренность | The New Sincerity     | Роуз           | Театр Бэй-Стрит, Нью-Йорк          |
| 2016 | Эмпатитракс       | Empathitrax           | Она            | Центр искусств «HERE», Офф-Бродвей |

## Награды и номинации
| Год  | Премия                           | Категория                                                               | Работа          | Результат |
| ---- | -------------------------------- | ----------------------------------------------------------------------- | --------------- | --------- |
| 2019 | Спутник                          | Лучшая актриса второго плана в телесериале, мини-сериале или телефильме | Мистер Мерседес | Номинация |
| 2021 | Серебряное перо                  | Лучший актёрский состав в драматическом сериале                         | Наследники      | Победа    |
| 2022 | Премия Гильдии киноактёров США   | Лучший актёрский состав в драматическом сериале                         | Наследники      | Победа    |
| 2023 | Международная премия онлайн-кино | Лучший актёрский состав в драматическом сериале                         | Наследники      | Номинация |
| 2024 | Премия Гильдии киноактёров США   | Лучший актёрский состав в драматическом сериале                         | Наследники      | Победа    |